# Sonari
Sonari est le site archéologique d'un ancien complexe monastique de stupas Bouddhiques. Le site, positionné sur une colline, est situé à environ 10km au sud-ouest de Sanchi, Madhya Pradesh, Inde.

## Historique
Les stupas furent excavés vers 1850 par Alexander Cunningham, qui y découvrit deux coffrets contenant des reliques. L'un des reliquaires, très décoré, est visible de nos jours au Victoria and Albert Museum.
Le reliquaire du stupa no 2 présente des inscriptions en Brahmi mentionnant les noms de moines bouddhistes apparaissant aussi dans le reliquaire de Sanchi Stupa No.2 et du Stupa de Andher: Kasapagota, Majjhima, Kosikiputa, Gotiputa, and Apagira. Il semblerait donc que les cendres de ces moines aient été partagées entre ces trois stupas.
La date de construction du stupa 1 et du stupa 2 doit donc être équivalente à celles de Sanchi Stupa No.2, soit 125-100 av J-C.
Il y a en tout quatre groupes de stupas entourant Sanchi dans un rayon d'une vingtaine de kilomètres: Bhojpur et Andher au sud-est, Sonari au sud-ouest, et Satdhara à l'ouest. Plus loin au sud, à environ 100 km, se trouve Saru Maru.

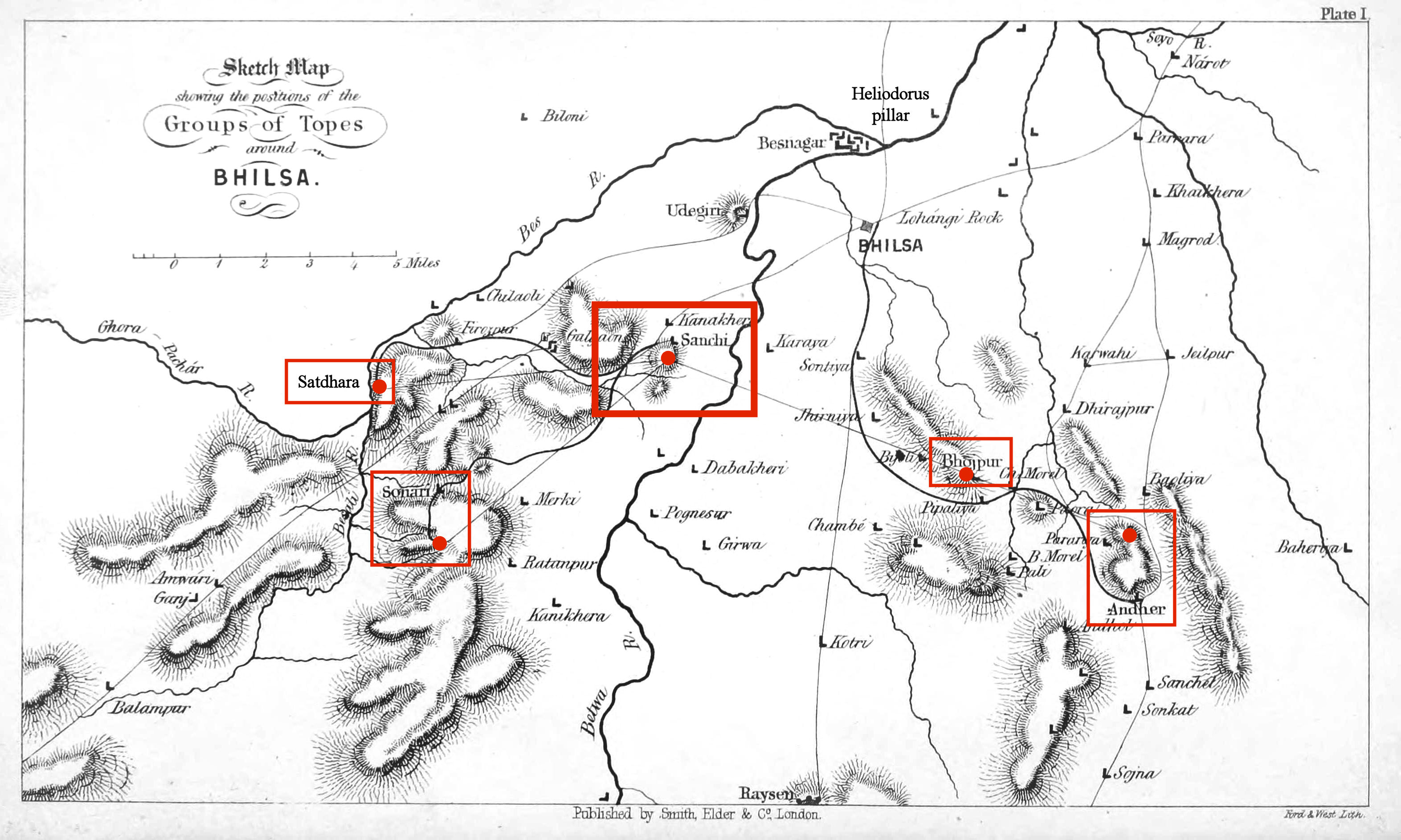
Sanchi et stupas des environs, dont Sonari au sud-ouest de Sanchi.
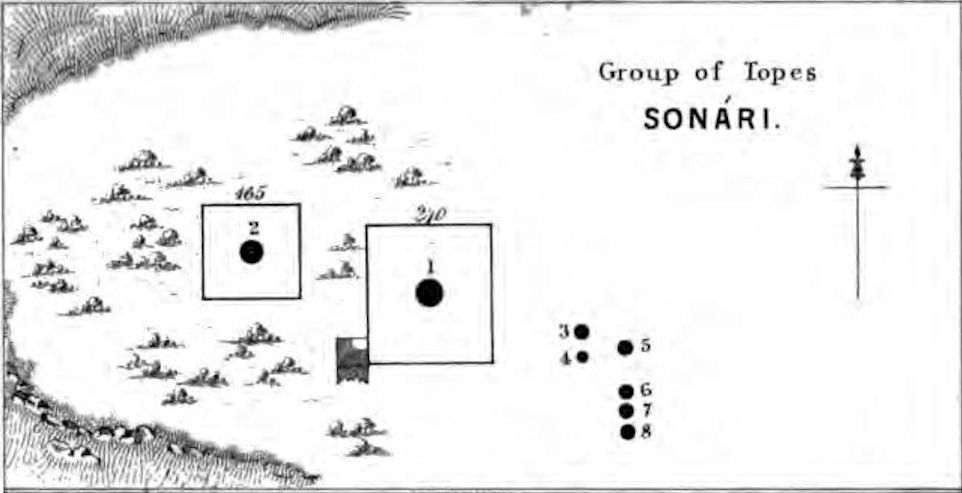
Plan des stupas de Sonari.
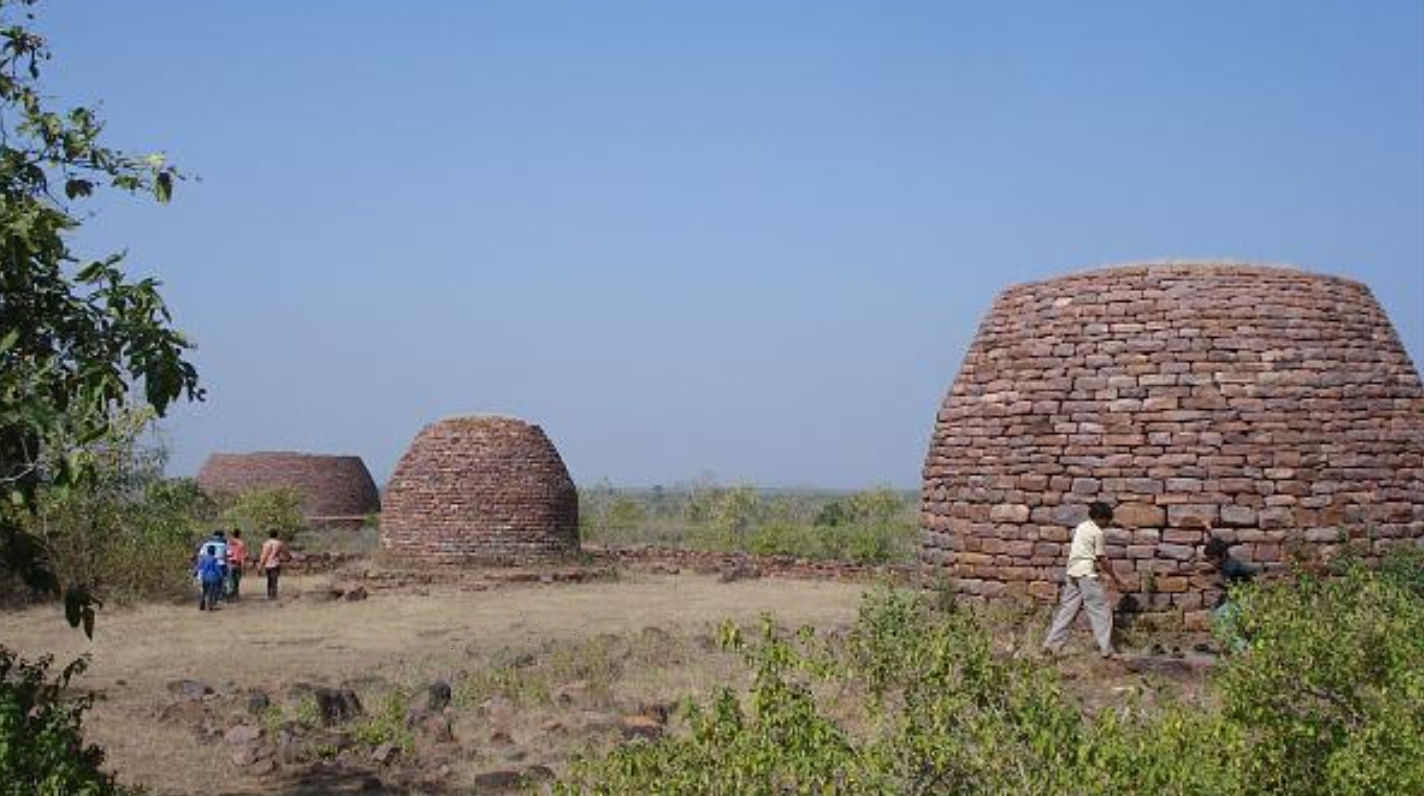
Petits stupas à Sonari, et stupa no 1 en arrière-plan.
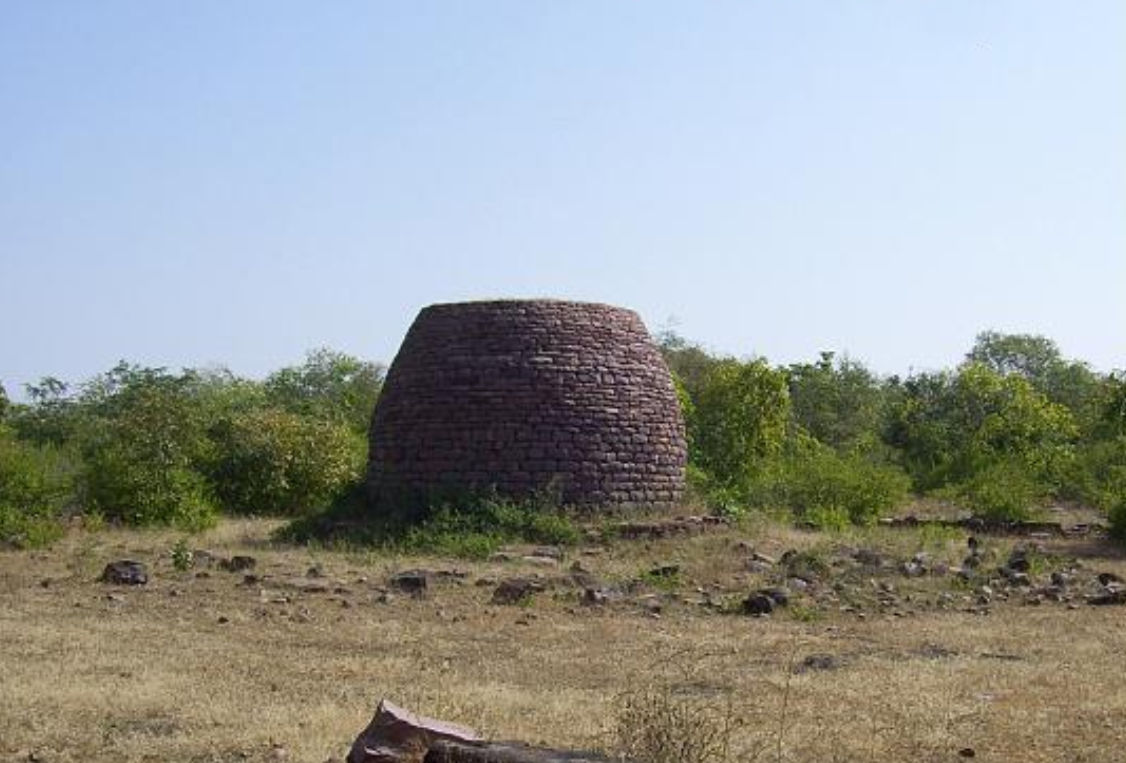
Un des petits stupas.

## Stupano1
Alexander Cunningham et FC Maisey ont fouillé le Stupa 1 de Sonari en 1851. Le stupa contenait un reliquaire miniature en stéatite.

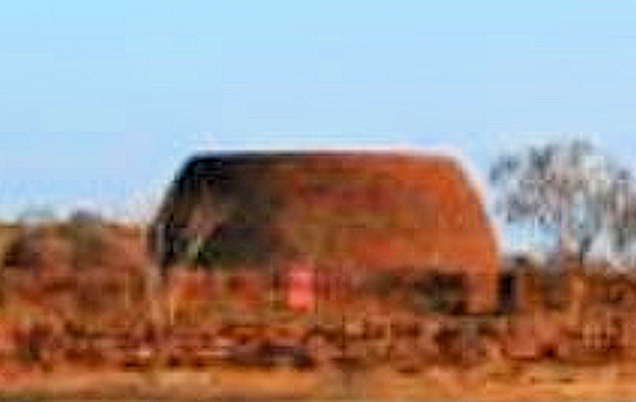
Le stupa no 1
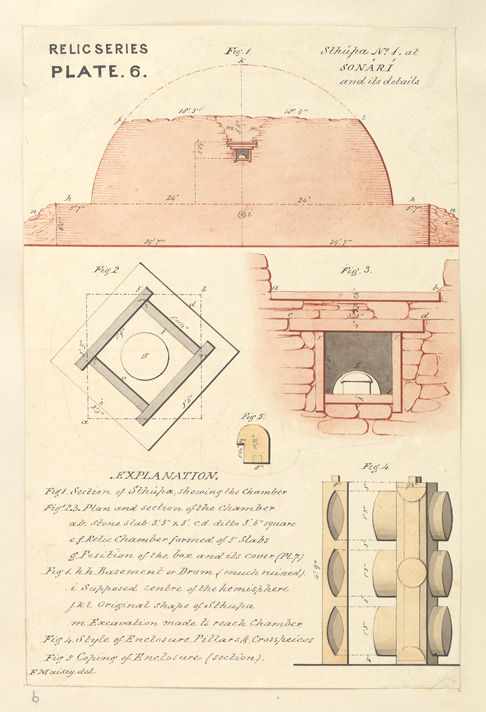
Plan des excavations du stupa no 1
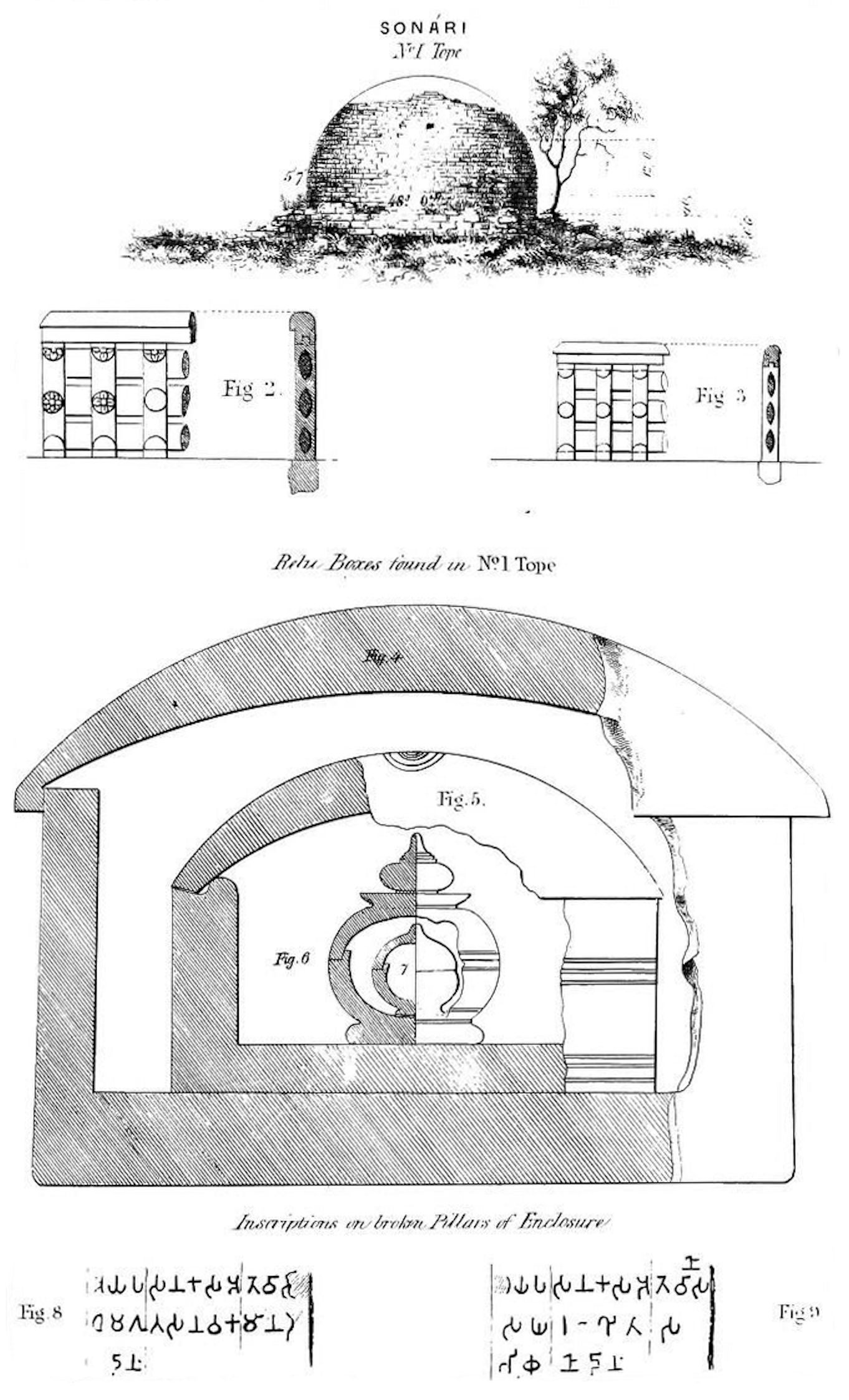
Reliquaire du stupa no 1
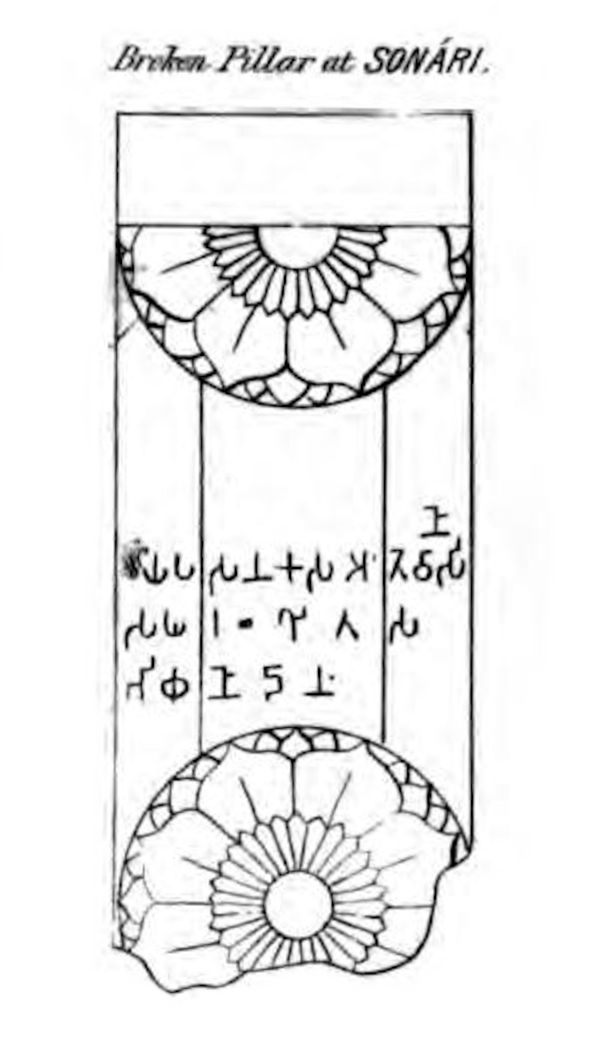
Pilier décoré de Sonari stupa no 1

## Stupano2

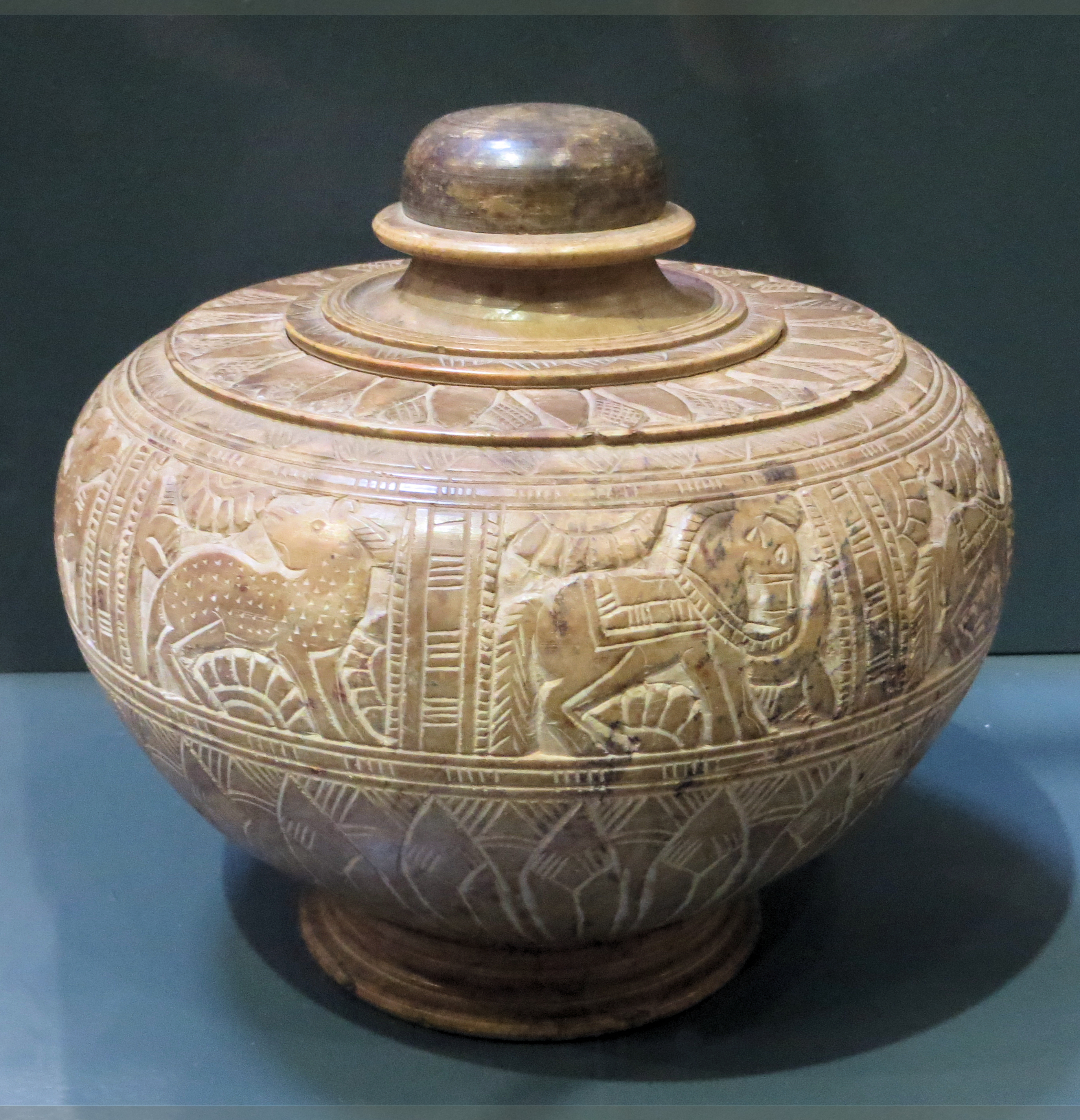
Le reliquaire principal du stupa no 2, au Victoria and Albert Museum.

Alexander Cunningham et FC Maisey ont fouillé le Stupa 2 de Sonari en 1851. Le stupa contenait trois reliquaires miniatures, deux en stéatite et un en cristal de roche, ainsi qu'une certaine quantité de cendre d'os et un morceau de bois. Le reliquaire principal est formé pour ressembler à un bourgeon de lotus, avec des pétales incisés décorant la moitié inférieure du reliquaire. Il a été tourné sur un tour puis sculpté en bas-relief avec des bandes de pétales de lotus sur l'épaule et la partie inférieure du corps, tandis que sur le haut du corps est une large zone divisée en huit compartiments rectangulaires dans chacun desquels se trouvent un éléphant, cheval, un cerf ou lion ailé, motifs typiques de la période de l'Empire Maurya. Ces découvertes ont été publiées par A Cunningham dans The Bhilsa Topes en 1854.
Il était coutumier depuis la mort du Bouddha de préserver et de vénérer ses reliques. Sous le grand empereur Maurya Asoka (vers 268-233 av. J.-C.), converti au bouddhisme et protecteur énergique de la foi, une série de stupas, monticules de reliques, furent érigés à travers l'empire, marquant des sites importants dans la vie du Bouddha. Cette pratique s'est poursuivie, et ce conteneur de reliques aurait été enfouis vers 200 av J-C. Les dépôts de reliques de cette période représentaient en général des dépôts de reliques corporelles originales du Bouddha.

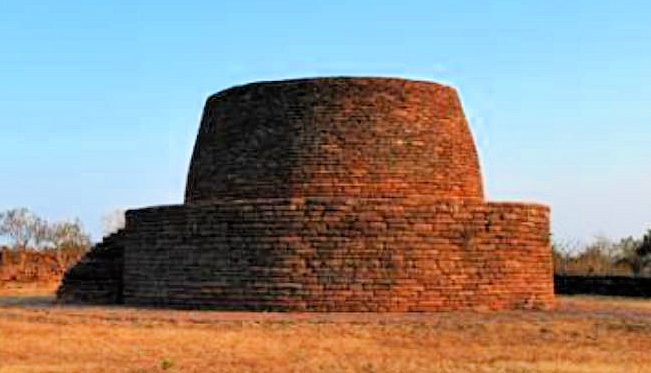
Le stupa no 2
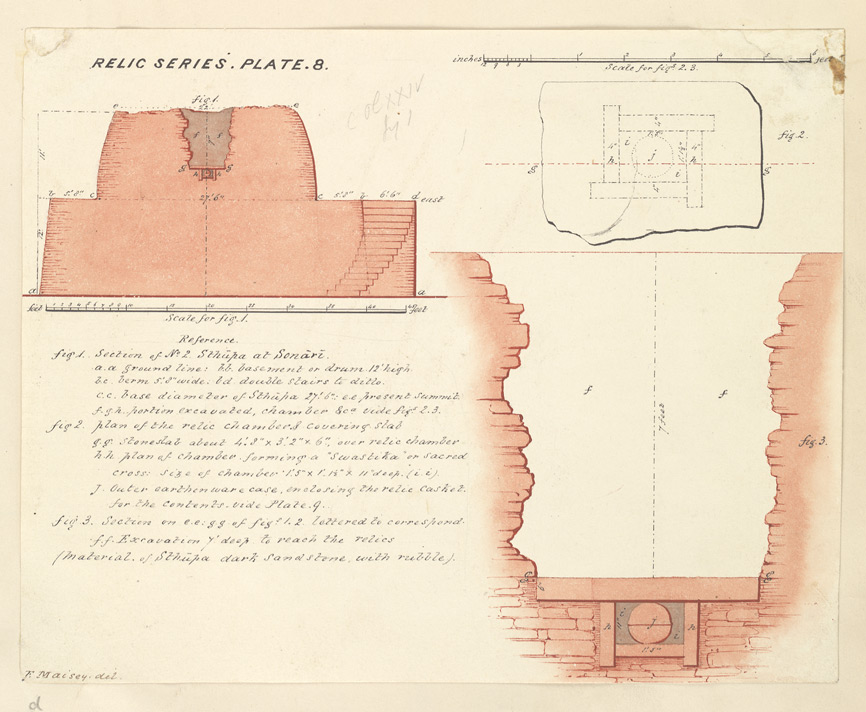
Section et plan.
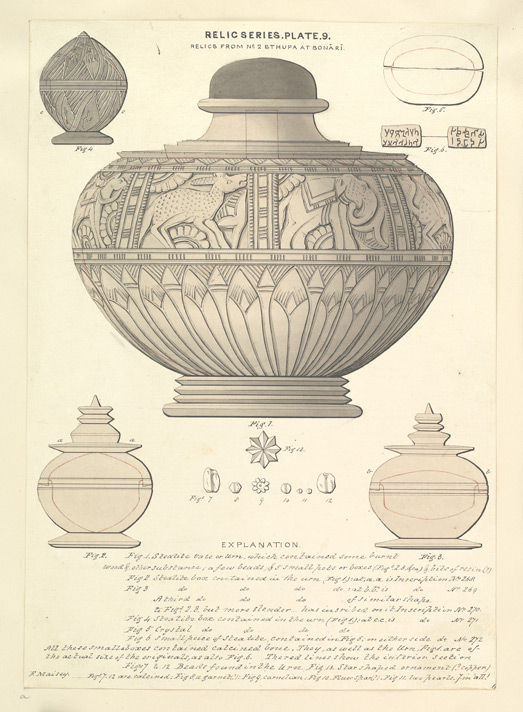
Reliques du stupa no 2.
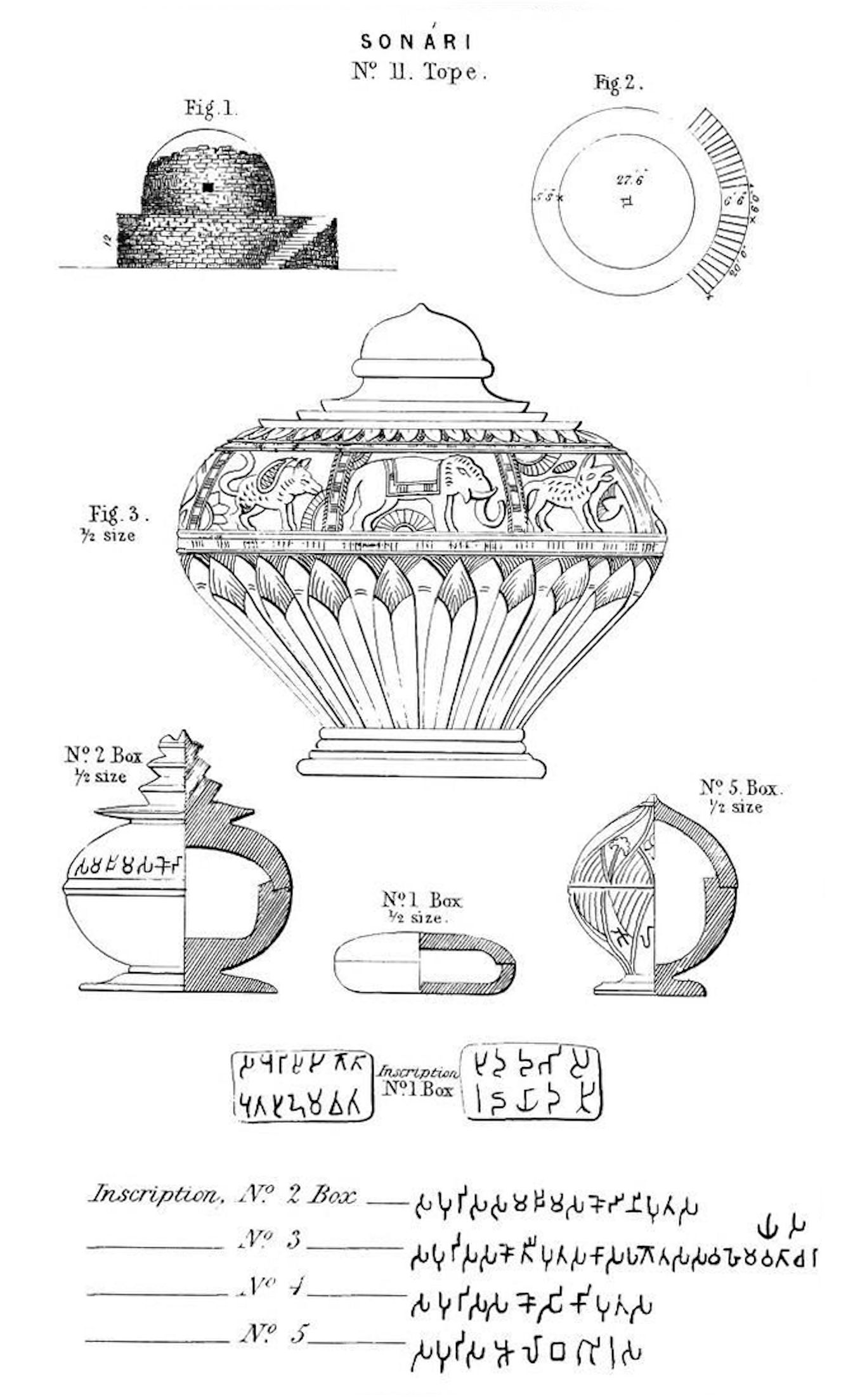
Reliques du stupa no 2.